# Озеро (пам'ятка природи, Гребінківський район)
Озеро — комплексна пам'ятка природи місцевого значення в Україні. Розташована на відстані 1 км на схід від с. Березівка Гребінківського району Полтавської області.
Площа — 5,5 га. Створено згідно з рішенням Полтавської обласної ради від 07.12.2011 року. Перебуває в користуванні Березівської сільської ради.
Охороняється природне зниження на місці степового озера з нестабільним гідрорежимом, де сформувалась та збереглась екосистема з навколоводними видами флори і фауни.